# Villa Bibbiani
Villa Bibbiani è una villa storica presente nel comune di Capraia e Limite, situata in via di Bibbiani 8.

## Storia e descrizione
L'elegante villa, posta sul pendio meridionale delle colline del Montalbano, deve la sua grande fama al grande parco nel quale è immersa, uno dei più importanti giardini di acclimatazione d'Italia.
Ritrovamenti archeologici testimoniano che la zona dove è situata la villa era un insediamento etrusco a partire dal V secolo a.C. Le prime notizie storiche della villa risalgono al 767 d.C. quando Re Desiderio cedette il primo nucleo della villa ai monaci benedettini di Pistoia, in remissione dei propri peccati.
Citata dopo anni in un documento del 1546 come “feudo della famiglia Frescobaldi”, la proprietà è rimasta della nobile famiglia fino alla morte di Anastasia Frescobaldi, nel 1809. La villa passò poi nelle mani del figlio Cosimo Ridolfi, uomo politico e valente agronomo. Nei primi decenni dell'Ottocento furono piantate numerose specie di piante provenienti da climi diversi, che lo resero famoso per le sue collezioni botaniche rese possibili dagli oltre 20 ettari a disposizione della villa. In parte giardino all'italiana e in parte all'inglese il parco è arricchito da arredi in pietra, statue e giochi d'acqua tra questi si ricordano, l'imponente arco in pietra conosciuto anche come Arco dell'Uomo, la giostra, la gamberaia e il teatro di verzura. 
Nella prima metà del XX secolo venne realizzato dalla famiglia Franchetti l'interessante complesso neogotico delle scuderie. Dal 1936 la proprietà è appartenuta alla famiglia Del Gratta.
Nel 2018 la tenuta è stata venduta al magnate americano della sanità George M. Rapier III per circa 10 milioni di euro. Il nuovo proprietario ha investito nel restauro completo della villa e del parco e anche nel riammodernamento della cantina aumentando la consistenza viticola fino al raggiungimento di 40 ettari di vigneto. La proprietà ha poi dato sostegno ad attività culturali sul territorio, tra le quali, la riqualificazione dell'area di proprietà di Montereggi dove sono ripresi gli scavi archeologici nel 2024 in collaborazione con la Florida State University.